# Georges Lautner
Georges Lautner (en francés: [lotnɛʁ]) (Niza, 24 de enero de 1926-París, 22 de noviembre de 2013) fue un director de cine y guionista francés.

## Biografía
Georges Lautner nació en Niza, hijo de la actriz Marie Louise Vittore (que aparece bajo el nombre de Renée Saint-Cyr en once películas de su hijo) y de Leopold Lautner (1893-1938) un joyero de origen vienés y aviador que participó en exhibiciones aéreas (quien fue un piloto de combate durante la Primera Guerra Mundial). En 1933, después de haber pasado parte de su infancia en el Sur, se trasladó a París con su madre y estudió en el Lycée Janson de Sailly de París. 
Su madre comenzó su carrera en el cine de ese año y con un éxito en Les Deux orphelines. Fue en este tiempo que él descubrió el cine y frecuentó las salas de cine, pero este período feliz fue empañado por la muerte de su padre, el 17 de julio de 1938, en un accidente avión.

## Filmografía

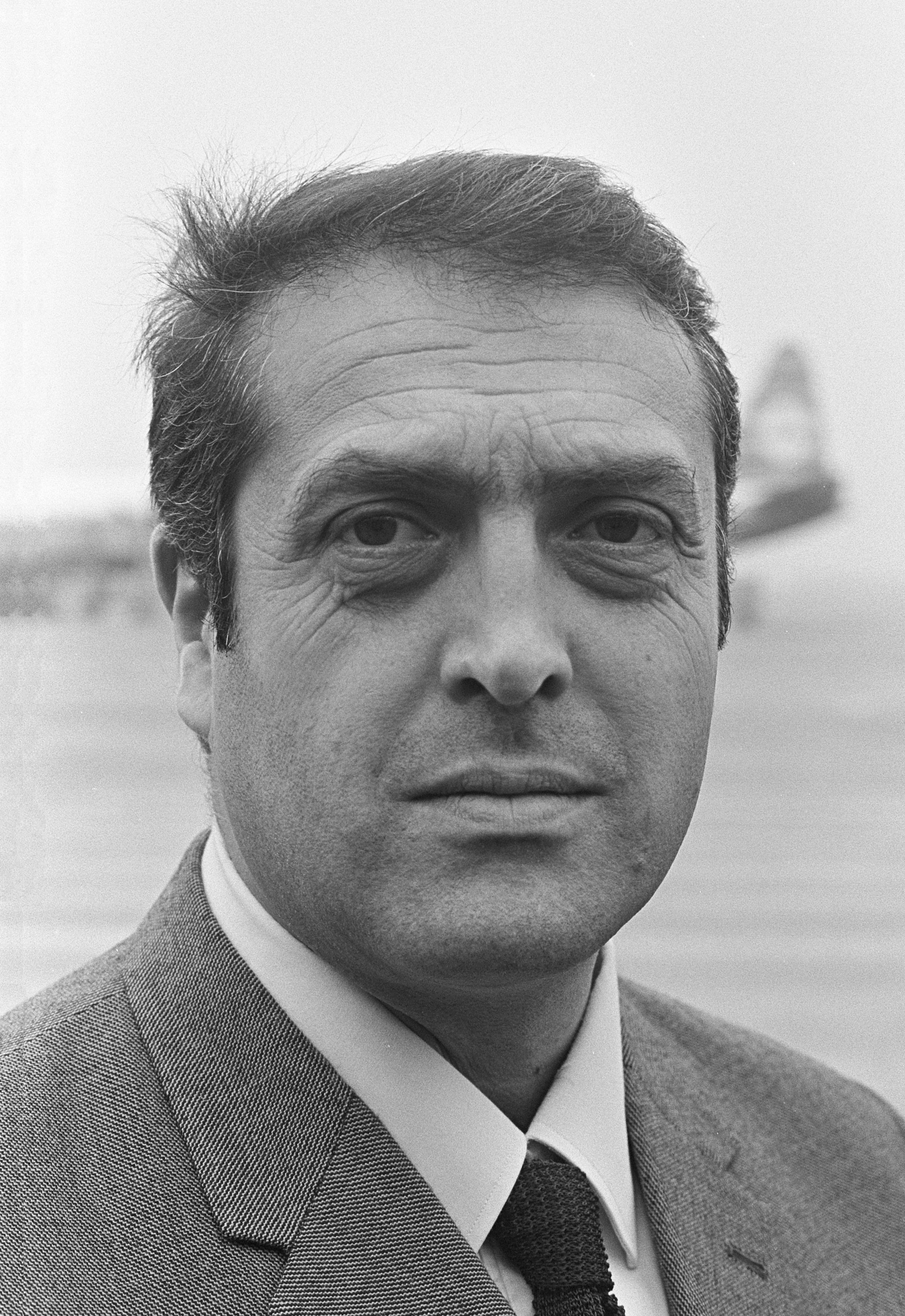
Georges Lautner en 1966

### Como director
- 1958: La Môme aux boutons
- 1960: Arrêtez les tambours
- 1960: Marche ou crève/Espionaje contra espionaje
- 1961: Le Monocle noir/El monóculo negro
- 1962: Le septième juré/Voto decisivo
- 1962: En plein cirage
- 1962: L'Œil du Monocle
- 1963: Les Tontons flingueurs/Gángster a la fuerza
- 1964: Des pissenlits par la racine
- 1964: Le Monocle rit jaune/El monóculo
- 1964: Les Barbouzes
- 1965: Les bons vivants/Alegres vividores, codirigido con Gilles Grangier
- 1966: Galia
- 1966: Ne nous fâchons pas/Los gángsters no se jubilan
- 1967: La grande sauterelle/Eva a la francesa
- 1968: Fleur d'oseille/Muerte de un atracador
- 1968: Le Pacha/Inspector Joss
- 1971: Il était une fois un flic/Érase una vez un poli
- 1971: La route de Salina (Road to Salina)
- 1971: Laisse aller, c'est une valse/Un trabajo en París
- 1973: La valise/La valija, una rubia y un baúl
- 1973: Quelques messieurs trop tranquilles/Vísteme con flores y fórrame de dólares
- 1974: Les seins de glace/Los senos de hielo
- 1975: Pas de problème/Los muertos, los vivos y... Emmanuelle
- 1976: On aura tout vu/Érase una vez un trasero
- 1977: Mort d'un pourri/Muerte de un corrupto
- 1978: Ils sont fous ces sorciers
- 1979: Flic ou voyou/Yo impongo mi ley a sangre y fuego
- 1980: Le Guignolo/El rey del timo
- 1981: Est-ce bien raisonnable ?
- 1981: Le Professionnel/El profesional
- 1983: Attention! Une femme peut en cacher une autre
- 1984: Le Cowboy
- 1984: Joyeuses Pâques
- 1985: La Cage aux folles 3 - 'Elles' se marient
- 1987: La Vie dissolue de Gérard Floque
- 1988: La Maison assassinée
- 1989: L'Invité surprise
- 1990: Présumé dangereux
- 1991: Triplex
- 1992: Room service
- 1992: Prêcheur en eau trouble (TV)
- 1992: L'Inconnu dans la maison
- 1994: L'Homme de mes rêves (TV)
- 1996: Le Comédien (TV)
- 2000: Scénarios sur la drogue (segmento Le bistrot)

### Como guionista
- 1960: Arrêtez les tambours
- 1960: Marche ou crève
- 1962: En plein cirage
- 1962: L'Œil du Monocle
- 1963: Les Tontons flingueurs
- 1964: Des pissenlits par la racine
- 1964: Le Monocle rit jaune
- 1965: Les Bons Vivants, codirigido con Gilles Grangier
- 1966: Ne nous fâchons pas
- 1967: La Grande sauterelle
- 1968: Fleur d'oseille
- 1968: Le Pacha
- 1970: Michel Strogoff (Der Kurier des Zaren)
- 1971: Il était une fois un flic
- 1971: Sur la route de Salina (Road to Salina)
- 1971: Laisse aller, c'est une valse
- 1973: La Valise
- 1973: Quelques messieurs trop tranquilles
- 1975: Pas de problème !
- 1978: Ils sont fous ces sorciers
- 1981: Le Professionnel
- 1984: Le Cowboy
- 1984: Joyeuses Pâques
- 1985: La Cage aux folles 3 - 'Elles' se marient
- 1987: La Vie dissolue de Gérard Floque
- 1988: La Maison assassinée
- 1989: L'Invité surprise
- 1990: Présumé dangereux
- 1992: Prêcheur en eau trouble (TV)
- 1992: L'Inconnu dans la maison
- 1994: L'Homme de mes rêves (TV)
- 1995: Entre ces mains-là, directed by Arnaud Sélignac (TV)
- 2003: La Trilogie des 'Monocle', directed by David Maltese (TV)

### Como actor
- Les Corsaires du Bois de Boulogne (1954)